# Meentweg 19
Meentweg 19 is een rijksmonument aan de Meentweg in Eemnes in de provincie Utrecht.
Boerderij van het landhuistype heeft een voorgevel met gemetselde vlechtingen. Het een van de oudste boerderijen van Eemnes. Tussen 1722 en 1796 was hier het timmerbedrijf van de familie De Beer gevestigd. Rond 1840 was de boerderij drie gebinten langer, ze zouden in de loop van de negentiende eeuw worden verwijderd. In 1974 werd het pand na een grote brand herbouwd. De voordeur in het midden heeft aan weerszijden met luiken behangen 6-ruitsschuifvensters.